# Cerreto Sannita
Cerreto Sannita là một đô thị ở tỉnh Benevento trong vùng Campania, có vị trí khoảng 60 km về phía đông bắc của Napoli và khoảng 25 km về phía tây bắc của Benevento. Tại thời điểm ngày 31 tháng 12 năm 2004, đô thị này có dân số 4.200 người và diện tích là 33,3 km².
Cerreto Sannita giáp các đô thị: Cusano Mutri, Guardia Sanframondi, Morcone, Pietraroja, Pontelandolfo, San Lorenzello, San Lupo.